# 筑紫野市立筑紫野中学校
筑紫野市立筑紫野中学校（ちくしのしりつちくしのちゅうがっこう）は、福岡県筑紫野市、公立中学校。1977年（昭和52年）に創立した。
2006年で30周年を迎えた。

## 制服
- 男子
  - 夏服：半袖のカッターシャツに、ズボン。
  - 冬服：長袖のカッターシャツに茶色のネクタイ。その上にズボンと茶色のブレザー。
- 女子
  - 夏服：半袖の丸襟シャツにジャンパースカート。
  - 冬服：長袖の丸襟シャツに、ジャンパースカート。その上に茶色のジャケット。
- 靴下は、男女とも白い靴下。
- 靴は、平成24年度の三年生まで革靴。二年生からはグラウンドシューズとなっている。

## 校是
- 自立
- 創造
- 友愛

## 部活動
- 野球部
- サッカー部
- ソフトテニス部
- 陸上部
- 男子バレーボール部
- 女子バレーボール部
- 男子バスケットボール部
- 女子バスケットボール部
- 男子卓球部
- 女子卓球部
- 女子ソフトボール部
- 剣道部
- 吹奏楽部
- 美術部
- 水泳部（社会体育）
- バドミントン部（社会体育）
- 柔道部（社会体育）

筑紫野中学校の部活動はとても盛んで、生徒の約6割がどこかの部活に所属している。男子バスケットボール部は平成22年度全国大会で準優勝、平成23年度は全国ベスト16である。社会体育で活動している部活動もある。

## 態様
市域中央部の平地に位置し、わずか南に山口川が流れている。周りは山を切り開いた新興住宅街だが、北に行けば森林、南に行けば田園風景が広がっている。

## 歴史
- 昭和52年に二日市中学校と筑山中学校から分離独立して発足。
- 学校ができるまでの仮の名前は「二日市東中学校」だった。

## 所在地
- 福岡県筑紫野市針摺東4丁目6番1号

## 著名な出身者
- 西舘昂汰（野球選手）
- ベンドラメ礼生（プロバスケットボール選手）